# PSY Five
PSY Five är det femte studioalbumet från den sydkoreanska rapparen PSY. Albumet som innehåller tolv låtar släpptes den 20 oktober 2010.

## Låtlista
1. "Mr. Ssa" – 4:07
2. "Right Now" – 3:23
3. "All Night Long" – 3:45
4. "In My Eyes" – 3:52
5. "Thank You" – 3:41
6. "It's Art" – 4:40
7. "Aflutter" – 3:23
8. "Night Street in Seoul" – 3:49
9. "That's Why" – 4:21
10. "Like Crazy" – 3:23
11. "Spit It Out" – 3:33
12. "My Wanna Be" – 3:47